# پایپر جی-۳ کاب
پایپر جی-۳ کاب (به انگلیسی: Piper_J-3_Cub) یک هواگرد از نوع هواگرد آموزشی/هواگرد سبک ساخت شرکت آمریکایی پایپر ایرکرفت است. هواگرد جی۳ کاب نخستین پروازش را در ۱۹۳۸ میلادی انجام داد. در مجموع، تعداد ۱۹٬۸۸۸ فروند از این هواگرد ساخته شده‌است.
طراح این هواگرد، C. G. Taylor , Walter Jamouneau بود.